# Staničenje
Staničenje (izvirno srbsko Станичење) je naselje v Srbiji, ki upravno spada pod Občino Pirot; slednja pa je del Pirotskega upravnega okraja.

## Demografija
V naselju živi 518 polnoletnih prebivalcev, pri čemer je njihova povprečna starost 47,7 let (46,0 pri moških in 49,4 pri ženskah). Naselje ima 207 gospodinjstev, pri čemer je povprečno število članov na gospodinjstvo 2,94.
To naselje je, glede na rezultate popisa iz leta 2002, večinoma srbsko, a v času zadnjih treh popisov je opazno zmanjšanje števila prebivalcev.
|  |

| Demografija | Demografija     | Demografija     |
| Leto        | Št. prebivalcev | Št. prebivalcev |
| ----------- | --------------- | --------------- |
|             |                 |                 |
|             |                 |                 |
|             |                 |                 |
|             |                 |                 |
| 1948        | 1388            |                 |
| 1953        | 1395            |                 |
| 1961        | 1299            |                 |
| 1971        | 1090            |                 |
| 1981        | 845             |                 |
| 1991        | 742             | 742             |
| 2002        | 610             | 609             |
|             |                 |                 |

| Etnična sestava po popisu iz leta 2002 | Etnična sestava po popisu iz leta 2002 | Etnična sestava po popisu iz leta 2002 | Etnična sestava po popisu iz leta 2002 | Etnična sestava po popisu iz leta 2002 |
| -------------------------------------- | -------------------------------------- | -------------------------------------- | -------------------------------------- | -------------------------------------- |
| Srbi                                   | Srbi                                   |                                        | 598                                    | 98,19%                                 |
| Romi                                   | Romi                                   |                                        | 9                                      | 1,47%                                  |
| Makedonci                              | Makedonci                              |                                        | 1                                      | 0,16%                                  |
| Neznano                                | Neznano                                |                                        | 1                                      | 0,16%                                  |